# 香川県立香川西部支援学校
香川県立香川西部支援学校（かがわけんりつかがわせいぶしえんがっこう）は、香川県観音寺市にある県立特別支援学校。知的障害を抱える児童・生徒を教育対象とする。

## 概要
小学部、中学部、高等部から構成されている。児童生徒は地元である観音寺市、三豊市から通学している。また通学が困難な児童生徒のための訪問教育も実施している。

## 沿革
- 1979年（昭和54年）4月1日 - 開校。
- 2023年（令和5年）4月1日 - 香川県立香川西部支援学校に校名変更[1]。

## 校訓
明るく たのしく げんきよく

## 学部
- 小学部
- 中学部
- 高等部

## 交通手段
その他スクールバスも通学手段として使われている。